# Bergsmannaföreningen
Bergsmannaföreningen (finska: Vuorimiesyhdistys) är en finländsk bergsvetenskaplig förening. 
Bergsmannaföreningen, som har site säte i Esbo, grundades 1943 och har till syfte att främja den inhemska bergsindustrin och till den knutna branscher, upprätthålla kontakten mellan föreningens medlemmar samt verka för höjandet av deras färdigheter och kunskaper. Föreningen utger tidskriften Vuoriteollisuus–Bergshanteringen. Den arbetar uppdelad på sektioner för metallurgi, anriknings- och processteknik, gruvdrift och geologi. Föreningen är ansluten till Vetenskapliga samfundens delegation och hade 2008 omkring 2 320 medlemmar.